# Artjom Gornostajev
Artjom Gornostajev (* 17. August 1993 in Tallinn) ist ein estnischer Eishockeyspieler, der seit 2011 bei Muik Hockey unter Vertrag steht und seit 2015 mit dem Klub in der Suomi-sarja, der dritthöchsten Spielklasse Finnlands,.

## Karriere
Artjom Gornostajev begann seine Karriere als Eishockeyspieler bei Purikad Tallinn, für den er bereits als 14-Jähriger in der estnischen Liga debütierte. 2010 wechselte er zu Serebrjannyje Lwi, einem Verein der osteuropäischen Nachwuchsliga Molodjoschnaja Chokkeinaja Liga. Mit dem Team aus St. Petersburg belegte er aber lediglich den letzten Platz in der Nordost-Division. Daraufhin zog es ihn nach Finnland, wo er seit 2011 für Muik Hockey zunächst in der II-divisioona, der vierthöchsten Spielklasse des Landes, spielte. 2015 stieg er mit dem Klub in die Suomi-sarja auf.

### International
Für Estland nahm Gornostajev im Juniorenbereich in der Division II an der U18-Weltmeisterschaft 2011, als er nicht nur als Kapitän der baltischen Mannschaft fungierte, sondern auch Topscorer und bester Vorbereiter des Turniers war, sowie den U20-Weltmeisterschaften 2011, 2012, als er bester Vorbereiter und gemeinsam mit seinem Landsmann Robert Rooba auch Topscorer des Turniers war, und 2013, als er Torschützenkönig und zweitbester Scorer des Turniers hinter Rooba wurde, teil.
Im Seniorenbereich wurde Gornostajev erstmals für die Weltmeisterschaft der Division II 2014 nominiert, als ihm mit seinem Team der Aufstieg in die Division I gelang. Dort spielte er bei den Weltmeisterschaften 2017 und 2018. Zudem vertrat er seine Farben bei der Olympiaqualifikation für die Winterspiele 2018 in Pyeongchang sowie bei den Baltic-Cup-Turnieren 2016 und 2017.

## Erfolge und Auszeichnungen
- 2011 Topscorer und meiste Torvorlagen bei der U18-Weltmeisterschaft der Division II, Gruppe A
- 2012 Topscorer und meiste Torvorlagen bei der U20-Weltmeisterschaft der Division II, Gruppe B
- 2013 Aufstieg in die Division II, Gruppe A, bei der U20-Weltmeisterschaft der Division II, Gruppe B
- 2013 Torschützenkönig bei der U20-Weltmeisterschaft der Division II, Gruppe B
- 2014 Aufstieg in die Division I, Gruppe B, bei der Weltmeisterschaft der Division II, Gruppe A
- 2015 Aufstieg in die Suomi-sarja mit Muik Hockey